# Liste von Bremer Senatoren
In der Liste der Bremer Senatoren sind auch die Präsidenten des Senats der Freien Hansestadt Bremen und die Bürgermeister (als Stellvertreter des Präsidenten des Senats) enthalten. Nicht aufgeführt sind vorübergehende geschäftsführende Amtsübernahmen.
Links auf Parteien: BDV, Bündnis 90/Die Grünen, CDU, DDP (ab 1930 DStP), DNVP, DVP, FDP, KPD, NLP, NSDAP, SPD

## Bedeutende Senatoren von 1700 bis 1918
Nach 1813 bestand der Bremer Rath – ab 1822 mit der Bezeichnung Senat – aus vier und ab 1849 aus zwei Bürgermeistern und den Ratsherren, die ab 1813/1820 als Senatoren bezeichnet wurden. Die Senatoren waren bis 1918 für eine Fülle von Bereichen zuständig, erst ab 1919 werden den Senatoren bestimmte Ressorts zugeordnet, etwa als Senator für Inneres. Gemäß Artikel 120 der ab 1947 geltenden Landesverfassung der Freien Hansestadt Bremen beschließt der Senat seine Geschäftsverteilung. Seitdem ist jedem Senatsmitglied mindestens ein Geschäftsbereich fest zugeordnet.

### Vor 1800
(Geordnet nach dem Jahr des Amtsantritts als Ratsherr/Senator; † = im Amt verstorben.)
- Johannes Am Ende, 1673 als Judex (Richter) im Senat, mit seinem Namen und Wappen im Wappenfenster des Rathauses vertreten[1]
- Friedrich Casimir Tilemann (1638–1721), Jurist, Professor, Ratsherr, Bürgermeister ab 1690
- Georg Löning (1682–1744), Kaufmann und Ratsherr
- Volkhard Mindemann (1705–1781), Jurist, Ratsherr/Senator 1736–1749, Bürgermeister 1749–1781 †
- Daniel Meinertzhagen (1697–1765), Kaufmann, Ratsherr/Senator um 1740, Vater von Daniel Meinertzhagen (1733–1807)
- Gerhard von dem Busch (Bürgermeister) (?–1782), Ratsherr und Bürgermeister bis 1782 (†)
- Hermann Wilkens  (1719–1774), Ratsherr, Vater von Johann Wilkens
- Justin Friedrich Wilhelm Iken (1726–1805), Jurist, Ratsherr/Senator 1762–1787, Bürgermeister 1787–1802
- Hermann Heymann (um 1710/40–1787), Ratsherr von um 1750/60 bis 1787
- Engelbert Wichelhausen (1729–1783), Kaufmann, Ratsherr um 1760 bis 1783, Vater von Ratsherr Engelbert Wichelhausen (1748–1812)
- Heinrich Hermann Meier (1730–1782), Ratsherr/Senator, Vater von Senator Volchart Meier (1761–1811)
- Daniel Meinertzhagen (1733–1807), Kaufmann, Ratsherr/Senator 1766–1807 †, Sohn von Daniel Meinertzhagen (1697–1765)
- Diederich Meier (1748–1802), Jurist, Ratsherr/Senator 1773–1794, Bürgermeister 1794–1802 †
- Daniel Klugkist (1748–1814), Jurist, Ratsherr/Senator 1774–1802, Bürgermeister 1802–1814 †
- Jacob Breuls (1749–1803), Jurist, Ratsherr/Senator 1776–1798, Bürgermeister 1798–1803 †
- Liborius Diederich von Post (1737–1822), Jurist, Ratsherr/Senator 1776–1802, Bürgermeister 1802–1808
- Gustav Wilhelm Dreyer (1749–1800), Kaufmann (?), Ratsherr ?–1800
- Christian Abraham Heineken (1752–1818), Jurist, Ratsherr/Senator 1779–1792, Bürgermeister 1792–1818 †
- Heinrich Lampe (1746–1817), Jurist, Ratsherr/Senator 1781–1803, Bürgermeister 1803–1817 †
- Georg Gröning (1745–1825), Jurist, Ratsherr/Senator 1781–1814, Bürgermeister 1814–1821
- Georg Oelrichs (1754–1809), Jurist, Ratsherr/Senator 1782–1809 †
- Hermann Berck (1740–1816), Kaufmann, Ratsherr/Senator 1782–1816 †
- Arnold Hermann Kulenkampff (1744–1834), Kaufmann, Ratsherr/Senator 1783–1830
- Arnold Gerhard Deneken (1759–1836), Jurist, Ratsherr/Senator 1785–1836 †
- Engelbert Wichelhausen (1748–1819), Kaufmann, Ratsherr/Senator 1787–1819 †, Sohn von Ratsherr Engelbert Wichelhausen (1729–1771)
- Christian Hanewinkel (?–1789), Jurist und Ratsherr bis 1789 (†)
- Volchart Meier (1761–1811), Jurist, Ratsherr/Senator 1787–1811 †
- Hermann Büsing (1760–1849), Jurist, Ratsherr/Senator 1787–1849 †
- Johann Wilkens (1762–1815), Jurist, Ratsherr/Senator 1788–1809
- Johann Gildemeister (Ratsherr) (1753–1837), Kaufmann, Ratsherr/Senator 1788–1837 †
- Caspar von Lingen (1755–1837), Jurist, Ratsherr/Senator 1789–1837 †
- Simon Henrich Gondela (1765–1832), Jurist, Ratsherr/Senator 1792–1816
- Arnold Dietrich Tidemann (1756–1821), Jurist, Ratsherr/Senator 1792–1818, Bürgermeister 1818–1821 †
- Heinrich Christian Motz (1761–1832), Jurist, Ratsherr/Senator 1792–1832 †
- Siegmundt Tobias Caesar (1763–1838), Kaufmann, Ratsherr/Senator 1794–1831
- Franz Tidemann (1752–1836), Jurist, Ratsherr/Senator 1794–1808, Bürgermeister 1808–1824
- Franz Friedrich Droste (Politiker, 1753) (1753–1817), Jurist, Ratsherr/Senator 1796–1817 †, Vater von Franz Friedrich Droste (Politiker, 1784), der ihm 1817 als Senator direkt folgte
- Gerhard Castendyk (1769–1801), Jurist, Ratsherr/Senator 1798–1801 †
- Johann Simon Baer war Ratsherr/Senator kurz vor 1800
- Johann Smidt (1773–1857), Theologe, Ratsherr/Senator 1800–1811, 1813–1857, Bürgermeister 1821–1857 †
- Johann Vollmers (1753–1818), Kaufmann, Ratsherr/Senator 1800–1818 †

## Einzelnachweis
1. ↑  Christian Gottlob Ernst am Ende: Feldmarschall-Lieutenant Carl Friedrich am Ende, besonders sein Feldzug in Sachsen, Braumüller, Wien 1878, S. 2. Digitalisat

### 1801–1850
(Geordnet nach dem Jahr des Amtsantritts als Ratsherr/Senator; † = im Amt verstorben.)
- Bruno Castendyk (1771–1814), Jurist, Ratsherr/Senator 1801–1814 †
- Jacob Ludwig Iken (1758–1811), Jurist, Ratsherr/Senator 1802–1811
- Gottlieb Friedrich Carl Horn (1772–1844), Jurist, Ratsherr/Senator 1802–1844 †
- Simon Hermann Nonnen (1777–1847), Jurist, Ratsherr/Senator 1803–1806, 1813–1822, Bürgermeister 1822–1845
- Johann Michael Duntze (1779–1845), Jurist, Ratsherr/Senator 1807–1824, Bürgermeister 1824–1845 †
- Albert Hermann von Post (1777–1850), Jurist, Ratsherr/Senator 1808–1849, Sohn von Liborius Diederich von Post (1737–1822)
- Johann Matthias Lameyer (1752–1825), Kaufmann, Ratsherr/Senator 1809–1825
- Johann Daniel Noltenius (1779–1852), Jurist, Ratsherr/Senator 1809–1839, Bürgermeister 1839–1852 † Präsident des Senats 1849, 1852
- Hieronymus Klugkist (1778–1851), Jurist, Senator 1815–1845
- Diederich Meier (1787–1857), Jurist, Senator 1815–1845, Bürgermeister 1845–1857 †, Präsident des Senats 1854, 1856, Sohn von Daniel Klugkist
- Johann Eberhard Pavenstedt (1777–1860), Jurist, Senator 1816–1849
- Isak Hermann Albrecht Schumacher (1780–1853), Jurist, Senator 1816–1847, Bürgermeister 1847–1853 †, Präsident des Senats 1851
- Albert Löning (1767–1849), Kaufmann, Senator 1816–1849 †
- Johann Carl Friedrich Gildemeister (1779–1849), Jurist, Senator 1816–1849 †
- Franz Friedrich Droste (Politiker, 1784) (1784–1849), Jurist, Senator 1817–1849 †, Sohn von Franz Friedrich Droste (1753–1817)
- Christian Hermann Schöne (1763–1822), Jurist, Syndicus 1792–1817, Bürgermeister 1817–1822 †
- Heinrich Lampe (1773–1825), Jurist, Senator 1818–1825 †
- Johann Friedrich Abegg (1761–1840), Kaufmann, Senator 1818–1840 †
- Bernhard Tiele (1769–1834), Kaufmann, Senator 1819–1834 †
- Theodor Berck (1784–1850), Jurist, Senator 1821–1849
- Heinrich Gröning (1774–1839), Jurist, Syndicus 1808–1821, Bürgermeister 1821–1839 †
- Friedrich Wilhelm Heineken (1787–1848), Syndicus 1818–1848, Senator 1822–1848 †
- Johann Georg Iken (1786–1850), Jurist, Senator 1824–1849
- Anton Daniel Albers (1774–1841), Kaufmann, Senator 1825–1841 †
- Georg Heinrich Olbers (1790–1861), Jurist, Senator 1825–1860
- Carl Wilhelm August Fritze (1781–1850), Kaufmann, Senator 1830–1849
- Justin Friedrich Wilhelm Iken (1785–1866), Kaufmann, Senator 1831–1860
- Gerhard Caesar (1792–1874), Jurist, Senator 1832–1849
- Johann Gottfried Wienholt (1783–1835), Kaufmann, Senator 1834–1835 †
- Carl Diedrich Witte (1782–1854), Kaufmann, Senator 1835–1854 †
- Heinrich Gerhard Heineken (1801–1874), Jurist, Senator 1837–1849
- Georg Schumacher (1803–1877), Jurist, Senator 1837–1849
- Diedrich Heinrich Wätjen (1785–1858), Kaufmann, Senator 1837–1857, zugleich Reeder
- Carl Friedrich Gottfried Mohr (1803–1888), Jurist, Senator 1839–1883, Bürgermeister 1857–1861, 1864–1867, 1870–1873, Präsident des Senats 1857, 1859, 1861, 1864, 1866, 1871, 1873
- Johann Helfrich Adami (auch Adam) (1792–1864), Kaufmann, Senator 1840–1853
- Arnold Duckwitz (1802–1881), Kaufmann, Senator 1841–1848, 1849–1875, Bürgermeister 1857–1863, 1866–1869, Präsident des Senats 1858, 1860, 1862, 1867, 1869
- Johann (John) Daniel Meier (1804–1871), Jurist, Senator 1844–1871 †, Bürgermeister 1862–1865, 1868–1871, Präsident des Senats 1863, 1865, 1868, 1870
- Johann Wilhelm Bredenkamp (1798–1859), Jurist, Senator 1845–1859 †
- Georg Wilhelm Albers (1800–1876), Jurist, Syndicus ab 1844, Senator 1847–1869
- Heinrich Smidt (1806–1878), Jurist, Syndicus 1843–1849, Senator 1849–1878, Sohn von Johann Smidt
- Christian Friedrich Feldmann (1813–1883), Pädagoge, Senator 1849–1878

### 1851–1900
(Geordnet nach dem Jahr des Amtsantritts als Ratsherr/Senator; † = im Amt verstorben.)
- Ferdinand Donandt (1803–1872), Jurist, Senator ab 1852
- Carl Friedrich Ludwig Hartlaub (1792–1874), Kaufmann, Senator 1853–1868
- Otto Gildemeister (1823–1902), Schriftsteller, Senator 1857–1890, Bürgermeister 1871–1875
- Friedrich Ludolf Grave (1815–1885), Senator 1857–1879, Bürgermeister 1879–1882
- Hermann Albert Schumacher (1839–1890), Senator um 1860, Sohn von Bürgermeister Isak Hermann Albrecht Schumacher (1780–1853)
- Friedrich Pfeiffer (1815–1879), Jurist, Senator 1864–1879, Bürgermeister 1876–1879, Präsident des Senats 1878
- Hermann von Gröning (1823–1898), Kaufmann, Senator ab 20. Mai 1868
- August Lürman (1820–1902), Jurist, Senator, Bürgermeister und Präsident des Senats 1887, 1889, 1892 und 1894
- Karl Friedrich Christian Buff (1820–1891), Kaufmann, Senator, Bürgermeister und Präsident des Senats 1883, 1885, 1888 und 1890, Vater von Clemens  Buff
- Albert Gröning (1839–1903), Jurist, Senator 1871–1903 †, Bürgermeister und Präsident des Senats 1895, 1897, 1900 und 1902
- Alfred Dominicus Pauli (1827–1915), Jurist, Senator 1872–1910, Bürgermeister und Präsident des Senats 1891, 1896, 1898, 1903, 1905, 1908 und 1910
- Diedrich Ehmck (1836–1908), Historiker, Senator 1875–1907, Staatsarchivleiter (1857–1875)
- Carl Georg Barkhausen (1848–1917), Jurist, Senator 1877–1918, Bürgermeister und Präsident des Senats 1904, 1906, 1911, 1913 und 1916
- Carl Jasper Oelrichs (1844–1923), Senator 1878–1918
- Victor Marcus (1849–1911), Jurist, Senator ab 1887, Bürgermeister 1905–1911 und Präsident des Senats 1907 und 1909
- Karl Stadtländer (1844–1916), Nationalliberal, Jurist, Senator 1890–1914, Bürgermeister 1912–1916 und Präsident des Senats 1914
- Johannes Christoph Achelis (1836–1913), Kaufmann, Senator 1891–1907
- Johann Friedrich Wessels (1836–1919), Küpermeister, Kaufmann und Senator 1891–1918
- Clemens Buff (1853–1940), Jurist, Senator 1895–1919, Bürgermeister und Präsident des Senats 1915 und 1917, Sohn von Bürgermeister Karl Friedrich Christian Buff
- Hermann Hildebrand (1849–1939), Jurist, Senator 1895–1918, Bürgermeister 1917–1918 und 1919–1920
- Martin Donandt (1852–1937), Jurist, Senator 1898–1918, 1919–1933, Präsident des Senats 1920–1933
- Friedrich Nebelthau (1863–1947), Jurist, Senator 1900–1918, erneut 1919–1933 (DDP), Bevollmächtigter Minister Bremens beim Reich

### 1901–1918
(Geordnet nach dem Jahr des Amtsantritts als Ratsherr/Senator; † = im Amt verstorben.)
- Theodor Lürman (1861–1932), Jurist, Senator 1903–1919, Sohn von August Lürman
- Hermann Frese (1843–1909), Kaufmann, Liberaler, Senator 1903–1909
- Hermann Kasten (1853–1907), Professor und Direktor der Handelsschule, liberaler Senator 1904–1907 (†)
- Gustav Wilhelm Dreyer, Senator 1905–19(?)
- Heinrich Meyer (1871–1917), Jurist, Senator 1907–19(?)
- Gustav Rassow (1855–1944), Kaufmann, Senator 1907–1919, erneut 1920–1925 (parteilos)
- Gerhard Heinrich Kirchhoff (1854–1929), Rechtsanwalt, Richter, Senator 1907–1919
- Heinrich Bömers (1864–1932), Kaufmann, Senator 1909–1919, erneut Senator 1920–1931 (DVP)
- Rudolph Feuß (1862–1945), Pädagoge, Senator 1910–1919
- Friedrich Karl Biermann (1872–1923), Kaufmann, Nationalliberaler, Senator 1911–1919
- Theodor Spitta (1873–1969), Jurist, Senator 1911–1919, erneut Senator bzw. Bürgermeister 1919–1933 (DDP)
- Carl Gruner (1865–1924), Kaufmann, Senator 1916–1918, erneut 1919–1924 † (DVP)
- Hermann Apelt (1876–1960), Jurist, Senator von 1917 bis 1918, erneut 1919–1933 (DVP)

## Senatoren von 1919 bis 1933
(Nach Amtszeit der Senate geordnet; † = im Amt verstorben.)
1919–1920:
- Karl Deichmann, SPD, Präsident des Senats und Bürgermeister
- Hermann Hildebrand, DDP, Bürgermeister
- Hermann Apelt, DVP
- Carl Behle, SPD
- Heinrich Bömers, DVP
- Martin Donandt, parteilos
- Johann Donath, SPD
- Carl Gruner, DVP
- Hermann Rhein, SPD
- Bernhard Roßmann, SPD
- Ludwig Schlüter, SPD
- Gottfried Schurig, DDP
- Theodor Spitta, DDP
- August Stampe, SPD
- Friedrich Stöxen, SPD
- Johann Wellmann, SPD
- Carl Winkelmann, SPD
- Friedrich Nebelthau, DDP, nur 1919
- Wilhelm Böhmert, DDP, ab 1920

1921–1925:
- Martin Donandt, parteilos, Präsident des Senats und Bürgermeister
- Theodor Spitta, DDP, Bürgermeister
- Hermann Apelt, DVP
- Heinrich Bömers, DVP
- Carl Gruner, DVP, 1924 †
- Ernst Henrici, DDP
- Gustav Hobelmann, DVP
- Heinrich Knief, DDP
- Franz May, parteilos
- Sigmund Meyer, DDP
- Gustav Rassow, parteilos
- Albert von Spreckelsen, DVP
- Carl Stichnath, DDP
- Carl Thalenhorst, DDP

1926–1928:
- Martin Donandt, parteilos, Präsident des Senats und Bürgermeister
- Theodor Spitta, DDP, Bürgermeister
- Johann Diedrich Allerheiligen, DDP
- Hermann Apelt, DVP
- Heinrich Bömers, DVP
- Ernst Henrici, DDP, 1926 †
- Gustav Hobelmann, DVP
- Sigmund Meyer, DDP
- Hermann Rodewald, DNVP
- Franz Schlunk, DNVP, bis 1928
- Albert von Spreckelsen, DVP
- Carl Detmar Stahlknecht, DVP
- Carl Stichnath, DDP, bis 1928
- Carl Thalenhorst, DDP

1929–1933:
- Martin Donandt, parteilos, Präsident des Senats, bis 18. März 1933
- Karl Deichmann, SPD, Bürgermeister bis 1931
- Johann Diedrich Allerheiligen, DDP, bis 18. März 1933
- Hermann Apelt, DVP, bis 18. März 1933
- Heinrich Bömers, DVP, bis 1931
- Wilhelm Kaisen, SPD, bis 6. März 1933
- Wilhelm Kleemann, SPD, bis 6. März 1933
- Hermann Rhein, SPD, bis 1931
- Emil Sommer, SPD, bis 6. März 1933
- Theodor Spitta, DDP, bis 18. März 1933
- Albert von Spreckelsen, DVP, bis 18. März 1933
- Carl Thalenhorst, DDP, bis 1931

## Senatoren von 1933 bis 1945
(Geordnet nach dem Jahr des Amtsantritts als Senator; † = im Amt verstorben.)
- Richard Markert, NSDAP, Senator für Inneres (zeitweise) und Regierender Bürgermeister 1933–1934 (Vom 18. März 1933 bis zum 27. Mai 1933 war der Bürgermeister nur kommissarisch eingesetzt.)
- Hans Haltermann, NSDAP, Senator für Arbeit, Technik und Wohlfahrt 1933 bis 1942, ab Oktober 1933 Staatssekretär und Leiter der Behörde für Technik
- Karl Hermann Otto Heider, NSDAP, Senator für Arbeit, Wohlfahrt und Medizinalwesen 1933–1934, kommissarischer Bürgermeister 1934–1937
- Richard von Hoff, NSDAP, Bildungssenator 1933–1945 †
- Otto Bernhard, NSDAP, Wirtschaftssenator 1933–1945
- Theodor Laue, NSDAP, Senator für Inneres und Justiz und für Gesundheit 1933–1937
- Otto Flohr, DNVP (später NSDAP), Senator für Finanzen 1933–1942
- Hermann Ritter, DNVP, bis Oktober 1933, dann Staatsrat
- Erich Vagts, DNVP, Senator für Gesundheitswesen, nur bis Oktober 1933, dann Präsident der Gemeindeaufsichtsbehörde
- Johann Heinrich Böhmcker, NSDAP, kommissarischer Bürgermeister 1937–1944 †
- Hans-Joachim Fischer, NSDAP, Innensenator 1939–1944, kommissarischer Arbeitssenator 1939–1944
- Richard Duckwitz, NSDAP, Finanzsenator 1943–1945, kommissarischer Bürgermeister 1944–1945

## Bremer Senatoren seit 1945
| Name                      | Partei                | Ämter bzw. Geschäftsbereiche | Amtszeit im Senat          |
| ------------------------- | --------------------- | --- | -------------------------- |
| Hilde Adolf               | SPD                   | Arbeit, Frauen, Gesundheit, Jugend und Soziales | 1999–2002 †                |
| Friedrich Aevermann       | SPD                   | politische Befreiung | 1947                       |
| Hermann Apelt             | BDV, FDP              | Wirtschaft, Häfen und Verkehr; Häfen und Schifffahrt; Wirtschaft und Arbeit; Häfen, Schifffahrt und Verkehr | 1945–1955                  |
| Sascha Karolin Aulepp     | SPD                   | Kinder und Bildung | seit 2021                  |
| Alfred Balcke             | SPD                   | Bauwesen | 1955–1963                  |
| Uwe Beckmeyer             | SPD                   | Wirtschaft, Technologie und Außenhandel; Bundesangelegenheiten; Häfen, Schifffahrt und Außenhandel; Arbeit; Häfen, überregionaler Verkehr und Außenhandel                                                                                  | 1987–1999                  |
| Claudia Bernhard          | Die Linke             | Gesundheit, Frauen und Verbraucherschutz | seit 2019                  |
| Wilhelm Blase             | SPD                   | Bauwesen | 1963–1969                  |
| Jens Böhrnsen             | SPD                   | Präsident des Senats und Bürgermeister; Justiz und Verfassung; Kirchliche Angelegenheiten; Kultur | 2005–2015                  |
| Andree Bölken             | parteilos             | Ernährung und Landwirtschaft | 1945–1946                  |
| Kuno Böse                 | CDU                   | Inneres, Kultur und Sport | 2001–2003                  |
| Claudia Bogedan           | SPD                   | Kinder und Bildung | 2015–2021                  |
| Georg Borttscheller       | FDP                   | Häfen, Schifffahrt und Verkehr | 1959–1971                  |
| Ralf Borttscheller        | CDU                   | Inneres | 1995–1999                  |
| Andreas Bovenschulte      | SPD                   | Präsident des Senats und Bürgermeister; Angelegenheiten der Religionsgemeinschaften; Kultur | seit 2019                  |
| Oswald Brinkmann          | SPD                   | Häfen, Schifffahrt und Verkehr | 1971–1987                  |
| Herbert Brückner          | SPD                   | Gesundheit und Umweltschutz; Gesundheit und Sport | 1975–1987                  |
| Günther Czichon           | SPD                   | Bundesangelegenheiten | 1979–1983                  |
| Johannes Degener          | CDU                   | Wohlfahrts- und Gesundheitswesen; Wohnungswesen | 1951–1958                  |
| Willy Dehnkamp            | SPD                   | Bildungswesen; Bürgermeister; Präsident des Senats und Bürgermeister | 1951–1967                  |
| Jens Eckhoff              | CDU                   | Bau, Umwelt und Verkehr | 2003–2006                  |
| Karl Eggers               | SPD                   | Wirtschaft; Wirtschaft und Außenhandel | 1959–1970                  |
| Adolf Ehlers              | KPD, SPD              | Wohlfahrtswesen; Gesundheit und Wohlfahrt; Inneres; Bürgermeister | 1945–1946, 1947, 1948–1963 |
| Willy Ewert               | SPD                   | Wohnungswesen; Arbeit, Sozialversicherung und Wohnungswesen | 1946–1948                  |
| Björn Fecker              | Bündnis 90/Die Grünen | Bürgermeister; Finanzen | seit 2023                  |
| Manfred Fluß              | SPD                   | Finanzen | 1994–1995                  |
| Horst Werner Franke       | SPD                   | Wissenschaft und Kunst; Bildung; Bildung, Wissenschaft und Kunst | 1975–1990                  |
| Walter Franke             | SPD                   | Soziales, Jugend und Sport; Bürgermeister; Arbeit | 1975–1979                  |
| Helmut Fröhlich           | SPD                   | Inneres | 1971–1983                  |
| Ralf Fücks                | Bündnis 90/Die Grünen | Umweltschutz und Stadtentwicklung; Bürgermeister | 1991–1995                  |
| Irmgard Gaertner          | SPD                   | Gesundheit, Jugend und Soziales | 1992–1994, 1994–1995       |
| Peter Gloystein           | CDU                   | Bürgermeister; Kultur; Wirtschaft und Häfen | 2004–2005                  |
| Ulrich Graf               | FDP                   | Justiz und Verfassung; Kirchliche Angelegenheiten | 1959–1971                  |
| Claus Grobecker           | SPD                   | Arbeit; Finanzen | 1983–1991                  |
| Martin Günthner           | SPD                   | Justiz und Verfassung; Wirtschaft und Häfen; Wirtschaft, Arbeit und Häfen | 2010–2019                  |
| Albert Häusler            | KPD                   | Wohnungswesen | 1946                       |
| Gustav Wilhelm Harmssen   | parteilos, BDV, FDP   | Interzonale Wirtschaftsfragen; Wirtschaftsforschung und Außenhandel | 1945–1953                  |
| Horst von Hassel          | SPD                   | Bildung | 1979–1983                  |
| Josef Hattig              | CDU                   | Wirtschaft, Mittelstand, Technologie und Europaangelegenheiten; Wirtschaft und Häfen | 1997–2003                  |
| Erhard Heldmann           | BDV                   | Ernährung und Landwirtschaft | 1948–1949 †                |
| Ludwig Helmken            | FDP                   | Wirtschaftsforschung und Außenhandel; Außenhandel | 1953–1959                  |
| Gerhard van Heukelum      | SPD                   | Arbeit und Wohlfahrt; Arbeit | 1948–1959                  |
| Claus Jäger               | FDP                   | Wirtschaft, Mittelstand und Technologie; Bürgermeister | 1991–1995                  |
| Karl-Heinz Jantzen        | SPD                   | Arbeit; Gesundheitswesen; Wirtschaft und Außenhandel; Finanzen | 1968–1978                  |
| Renate Jürgens-Pieper     | SPD                   | Bildung und Wissenschaft; Bildung, Wissenschaft und Gesundheit | 2007–2012                  |
| Bringfriede Kahrs         | SPD                   | Bildung, Wissenschaft, Kunst und Sport | 1995–1999                  |
| Wolfgang Kahrs            | SPD                   | Rechtspflege und Strafvollzug; Bundesangelegenheiten | 1971–1987                  |
| Wilhelm Kaisen            | SPD                   | Wohlfahrtswesen; Präsident des Senats und Bürgermeister | 1945–1965                  |
| Jörg Kastendiek           | CDU                   | Kultur; Wirtschaft und Häfen | 2005–2007                  |
| Hans Koschnick            | SPD                   | Inneres; Bürgermeister; Präsident des Senats und Bürgermeister; Häfen, Schifffahrt und Verkehr; Kirchliche Angelegenheiten | 1963–1985                  |
| Karl Krammig              | CDU                   | Wohlfahrts- und Gesundheitswesen | 1958–1959                  |
| Volker Kröning            | SPD                   | Inneres; Justiz und Verfassung; Sport; Finanzen | 1983–1994                  |
| Konrad Kunick             | SPD                   | Arbeit; Häfen, Schifffahrt und Verkehr; Bauwesen | 1987–1991                  |
| Eva-Maria Lemke           | SPD                   | Umweltschutz; Arbeit; Umweltschutz und Stadtentwicklung; Bauwesen | 1984–1995                  |
| Willi Lemke               | SPD                   | Bildung und Wissenschaft; Inneres und Sport | 1999–2008                  |
| Werner Lenz               | SPD                   | Wirtschaft und Außenhandel | 1983–1987                  |
| Alexander Lifschütz       | parteilos             | Politische Befreiung | 1947–1949                  |
| Karoline Linnert          | Bündnis 90/Die Grünen | Bürgermeisterin; Finanzen | 2007–2019                  |
| Franz Löbert              | SPD                   | Inneres; Bauwesen | 1967–1971                  |
| Joachim Lohse             | Bündnis 90/Die Grünen | Umwelt, Bau und Verkehr | 2011–2019                  |
| Reinhard Loske            | Bündnis 90/Die Grünen | Umwelt, Bau, Verkehr und Europa | 2007–2011                  |
| Ulrich Mäurer             | SPD                   | Inneres und Sport; Inneres | seit 2008                  |
| Hans Meineke              | BDV                   | Gesundheitswesen; Wohnungswesen | 1948–1951                  |
| Hermann Mester            | SPD                   | Ernährung und Landwirtschaft; Landeskultur; Wohnungswesen und Landeskultur | 1946–1949                  |
| Annemarie Mevissen        | SPD                   | Jugendwesen; Wohlfahrt und Jugend; Bürgermeisterin; Soziales, Jugend und Sport | 1951–1975                  |
| Bernd Meyer               | SPD                   | Bauwesen; Inneres | 1979–1988                  |
| Kathrin Moosdorf          | Bündnis 90/Die Grünen | Umwelt, Klima und Wissenschaft | seit 2023                  |
| Albert Müller             | SPD                   | Gesundheit und Umweltschutz | 1971–1975                  |
| Ralf Nagel                | SPD                   | Justiz und Verfassung; Wirtschaft und Häfen | 2007–2010                  |
| Ronald-Mike Neumeyer      | CDU                   | Bau, Umwelt und Verkehr | 2006–2007                  |
| Friedrich van Nispen      | FDP                   | Inneres und Sport | 1991–1995                  |
| Ulrich Nölle              | CDU                   | Bürgermeister; Finanzen | 1995–1997                  |
| Johann Diedrich Noltenius | FDP                   | Finanzen | 1962–1966                  |
| Jules Eberhard Noltenius  | CDU                   | Bürgermeister; Häfen, Schifffahrt und Verkehr | 1955–1959                  |
| Wilhelm Nolting-Hauff     | parteilos, FDP        | Finanzen | 1945–1962                  |
| Ulrich Nußbaum            | parteilos             | Finanzen | 2003–2007                  |
| Christian Paulmann        | SPD                   | Schulen und Erziehung; Schulen und Erziehung, Kunst und Wissenschaft | 1945–1951                  |
| Hartmut Perschau          | CDU                   | Wirtschaft, Mittelstand, Technologie und Europaangelegenheiten; Bürgermeister; Finanzen; Kultur; Wirtschaft und Häfen | 1997–2004                  |
| Käthe Popall              | KPD                   | Gesundheitswesen | 1945–1946                  |
| Eva Quante-Brandt         | SPD                   | Bildung und Wissenschaft; Wissenschaft, Gesundheit und Verbraucherschutz | 2012–2019                  |
| Karin Röpke               | SPD                   | Arbeit, Frauen, Gesundheit, Jugend und Soziales | 2002–2006                  |
| Thomas Röwekamp           | CDU                   | Inneres und Sport; Bürgermeister | 2003–2007                  |
| Ingelore Rosenkötter      | SPD                   | Arbeit, Frauen, Gesundheit, Jugend und Soziales | 2006–2011                  |
| Vera Rüdiger              | SPD                   | Bundesangelegenheiten; Gesundheit | 1988–1991                  |
| Peter Sakuth              | SPD                   | Inneres | 1988–1991                  |
| Maike Schaefer            | Bündnis 90/Die Grünen | Bürgermeisterin; Klimaschutz, Umwelt, Mobilität, Stadtentwicklung und Wohnungsbau | 2019–2023                  |
| Henning Scherf            | SPD                   | Finanzen; Soziales, Jugend und Sport; Jugend und Soziales; Bürgermeister; Gesundheit; Bildung, Wissenschaft und Kunst; Bildung und Wissenschaft; Justiz und Verfassung; Präsident des Senats und Bürgermeister; Kirchliche Angelegenheiten | 1978–2005                  |
| Claudia Schilling         | SPD                   | Wissenschaft und Häfen; Justiz und Verfassung; Arbeit und Soziales | seit 2019                  |
| Bernt Schulte             | CDU                   | Bau, Verkehr und Stadtentwicklung; Inneres, Kultur und Sport | 1995–2001                  |
| Hermann Schulte-Sasse     | parteilos             | Gesundheit | 2012–2015                  |
| Oskar Schulz              | SPD                   | Wirtschaft und Außenhandel; Finanzen | 1970–1975                  |
| Carsten Sieling           | SPD                   | Präsident des Senats und Bürgermeister; Angelegenheiten der Religionsgemeinschaften; Kultur | 2015–2019                  |
| Hans Stefan Seifriz       | SPD                   | Bauwesen; Justiz und Verfassung; Kirchliche Angelegenheiten | 1969–1979                  |
| Rolf Speckmann            | FDP                   | Finanzen | 1966–1971                  |
| Theodor Spitta            | BDV, FDP              | Bürgermeister; Justiz; Justiz, Verfassung und kirchliche Angelegenheiten | 1945–1955                  |
| Anja Stahmann             | Bündnis 90/Die Grünen | Soziales, Kinder, Jugend und Frauen; Soziales, Jugend, Frauen, Integration und Sport; Soziales, Jugend, Integration und Sport | 2011–2023                  |
| Dietmar Strehl            | Bündnis 90/Die Grünen | Finanzen | 2019–2023                  |
| Moritz Thape              | SPD                   | Bildungswesen; Bildung, Wissenschaft und Kunst; Bildung; Bürgermeister; Finanzen | 1965–1985                  |
| Emil Theil                | SPD                   | Bauwesen | 1945–1955                  |
| Dieter Tiedemann          | SPD                   | Wirtschaft und Außenhandel | 1975–1979                  |
| Helga Trüpel              | Bündnis 90/Die Grünen | Kultur, Ausländerintegration und Jugendarbeit; Kultur und Ausländerintegration | 1991–1995                  |
| Sabine Uhl                | SPD                   | Jugend und Soziales; Soziales, Familie und Gesundheit; Gesundheit, Jugend und Soziales; Arbeit und Frauen | 1990–1995                  |
| Özlem Ünsal               | SPD                   | Senatorin für Bau, Mobilität und Stadtentwicklung | seit 2023                  |
| Erich Vagts               | parteilos             | Regierender Bürgermeister | 1945                       |
| Kristina Vogt             | Die Linke             | Wirtschaft, Arbeit und Europa; Senatorin für Wirtschaft, Häfen und Transformation | seit 2019                  |
| Klaus Wedemeier           | SPD                   | Präsident des Senats und Bürgermeister; Kirchliche Angelegenheiten; Bundesangelegenheiten; Arbeit | 1985–1995                  |
| Hermann Wenhold           | BDV                   | Gesundheitswesen | 1945–1946                  |
| Karl Weßling              | SPD                   | Arbeit; Gesundheitswesen | 1959–1968 †                |
| Martin-Heinrich Wilkens   | CDU                   | Ernährung und Landwirtschaft | 1951–1952                  |
| Karl Willms               | SPD                   | Bundesangelegenheiten; Arbeit; Wirtschaft und Außenhandel | 1971–1983                  |
| Christine Wischer         | SPD                   | Frauen, Gesundheit, Jugend, Soziales und Umweltschutz; Bau und Umwelt | 1995–2003                  |
| Hermann Wolters           | KPD, SPD              | Ernährung und Arbeitseinsatz; Wirtschaft und Arbeit; Ernährung und Landwirtschaft; Wirtschaft | 1945–1946, 1946–1958       |
| Helmut Yström             | CDU                   | Ernährung und Landwirtschaft; Wohnungswesen | 1952–1955                  |
| Erich Zander              | CDU                   | Justiz und Verfassung | 1955–1959                  |